# Simplicio di Autun
Simplicio (... – Autun, IV secolo) è stato un vescovo romano nel IV secolo in Gallia, venerato come santo dalla Chiesa cattolica.
Ciò che sappiamo del santo vescovo Simplicio lo conosciamo grazie al De gloria confessorum di Gregorio di Tours (fine VI secolo), che testimonia di aver visto la sua tomba a Autun, assieme a quella di san Cassiano. In quest'opera, Gregorio riporta una breve serie episcopale di Autun, costituita da quattro santi, in ordine: Retizio, Cassiano, Egemonio e Simplicio. Il primo vescovo di questa serie è documentato nel concilio di Arles del 314; per gli altri tre vescovi, tra cui Simplicio, non si hanno dati cronologici precisi.
Di san Simplicio Gregorio di Tours riferisce quanto segue. Di nobili origini, era sposato, vivendo tuttavia in castità con la propria moglie; i suoi concittadini lo scelsero come successore di Egemonio sulla cattedra di Autun. Di lui riporta poi un miracolo effettuato un giorno per dimostrare la falsità del culto che alcuni pagani, in corteo, attribuivano a Cibele Berecintiana. Riferisce inoltre di alcune calunnie rivolte a Simplicio, che, pur da vescovo, continuò a vivere con la propria moglie; un altro miracolo convinse gli scettici della falsità delle loro accuse.
È difficile stabilire una cronologia dell'episcopato di Simplicio. Nelle liste dei vescovi che presero parte allo pseudo-concilio di Colonia del 346, si trova anche il nome di Simplicio di Autun, mentre nel concilio di Valence del 374 il nome appare nelle sottoscrizioni, ma senza indicazione della sede di appartenenza. La vita di Amatore di Auxerre riferisce inoltre di un incontro avvenuto tra questo vescovo e un vescovo di Autun di nome Simplicio; questo fatto avrebbe avuto luogo nel 418 circa. Se queste indicazioni si riferiscono tutte ad un vescovo di Autun, è improbabile che si tratti del medesimo personaggio, che avrebbe governato per ben oltre 70 anni. Per questo motivo Duchesne ipotizza l'esistenza di due vescovi di Autun con lo stesso nome, basandosi anche sul fatto che il martirologio geronimiano ricorda due san Simplicio di Autun, uno al 24 giugno (In civitate Agustiduno depositio sancti Simplici episcopi) e l'altro al 19 novembre (Agustiduno Simplici episcopi).
L'odierno Martirologio Romano, riformato a norma dei decreti del concilio Vaticano II, ricorda il santo vescovo il 24 giugno con queste parole: